# Lijst van Alarmschijven in 2014
Deze hits waren in 2014 Alarmschijf op Radio 538:
| Nr.  | Datum        | Artiest                                                     | Titel                        | Hoogste positie in Top 40 |
| ---- | ------------ | ----------------------------------------------------------- | ---------------------------- | ------------------------- |
| 2278 | 4 januari    | Bruno Mars                                                  | Moonshine                    | 32                        |
| 2279 | 11 januari   | Travie McCoy & Jason Mraz                                   | Rough Water                  | 38                        |
| 2280 | 18 januari   | Katy Perry & Juicy J                                        | Dark Horse                   | 1(2wk)                    |
| 2281 | 25 januari   | Shakira & Rihanna                                           | Can't Remember to Forget You | 15                        |
| 2282 | 1 februari   | B.o.B & Priscilla                                           | John Doe                     | 21                        |
| 2283 | 8 februari   | Avicii                                                      | Addicted to You              | 6                         |
| 2284 | 15 februari  | Imagine Dragons                                             | Demons                       | 11                        |
| 2285 | 22 februari  | Clean Bandit & Jess Glynne                                  | Rather Be                    | 1(11wk)                   |
| 2286 | 1 maart      | Anouk                                                       | You & I                      | 28                        |
| 2287 | 8 maart      | Pharrell Williams                                           | Marilyn Monroe               | 13                        |
| 2288 | 15 maart     | Coldplay                                                    | Magic                        | 2                         |
| 2289 | 22 maart     | Justin Timberlake                                           | Not a Bad Thing              | 28                        |
| 2290 | 29 maart     | Sia                                                         | Chandelier                   | 38                        |
| 2291 | 5 april      | Cris Cab                                                    | Loves Me Not                 | 32                        |
| 2292 | 12 april     | Kensington                                                  | Streets                      | 22                        |
| 2293 | 19 april     | Ed Sheeran                                                  | Sing                         | 15                        |
| 2294 | 26 april     | Nico & Vinz                                                 | Am I Wrong                   | 1(3wk)                    |
| 2295 | 3 mei        | Tiësto & Matthew Koma                                       | Wasted                       | 9                         |
| 2296 | 10 mei       | Coldplay                                                    | A Sky Full of Stars          | 6                         |
| 2297 | 17 mei       | OneRepublic                                                 | Love Runs Out                | 29                        |
| 2298 | 24 mei       | Pharrell Williams                                           | Come Get It Bae              | 35                        |
| 2299 | 31 mei       | Tove Lo & Hippie Sabotage                                   | Stay High (Habits remix)     | 1(3wk)                    |
| 2300 | 7 juni       | Katy Perry                                                  | Legendary Lovers             | 33                        |
| 2301 | 14 juni      | Dotan                                                       | Home                         | 2                         |
| 2302 | 21 juni      | Clean Bandit & Sharna Bass                                  | Extraordinary                | 37                        |
| 2303 | 28 juni      | Maroon 5                                                    | Maps                         | 14                        |
| 2304 | 5 juli       | Anders Nilsen                                               | Salsa Tequila                | 1(3wk)                    |
| 2305 | 12 juli      | David Guetta & Sam Martin                                   | Lovers on the Sun            | 12                        |
| 2306 | 19 juli      | Magic!                                                      | Rude                         | 3                         |
| 2307 | 26 juli      | Enrique Iglesias, Sean Paul, Descemer Bueno & Gente de Zona | Bailando                     | 5                         |
| 2308 | 2 augustus   | The Script                                                  | Superheroes                  | 4                         |
| 2309 | 9 augustus   | Pitbull & John Ryan                                         | Fireball                     | 1(4wk)                    |
| 2310 | 16 augustus  | Alle Farben & Graham Candy                                  | She Moves (Far Away)         | 15                        |
| 2311 | 23 augustus  | Gavin DeGraw                                                | Fire                         | 26                        |
| 2312 | 30 augustus  | Taylor Swift                                                | Shake It Off                 | 5                         |
| 2313 | 6 september  | Maroon 5                                                    | Animals                      | 19                        |
| 2314 | 13 september | Calvin Harris & John Newman                                 | Blame                        | 1(2wk)                    |
| 2315 | 20 september | Anouk                                                       | Places to Go                 | 16                        |
| 2316 | 27 september | Iggy Azalea & Rita Ora                                      | Black Widow                  | 13                        |
| 2317 | 4 oktober    | Dotan                                                       | Fall                         | 29                        |
| 2318 | 11 oktober   | Mr. Probz                                                   | Nothing Really Matters       | 1(7wk)                    |
| 2319 | 18 oktober   | David Guetta & Sam Martin                                   | Dangerous                    | 2                         |
| 2320 | 25 oktober   | Echosmith                                                   | Cool Kids                    | 10                        |
| 2321 | 1 november   | Gwen Stefani                                                | Baby Don't Lie               | 22                        |
| 2322 | 8 november   | Kensington                                                  | War                          | 7                         |
| 2323 | 15 november  | The Script                                                  | No Good in Goodbye           | 35                        |
| 2324 | 22 november  | Imagine Dragons                                             | I Bet My Life                | 27                        |
| 2325 | 29 november  | Ariana Grande & The Weeknd                                  | Love Me Harder               | 7                         |
| 2326 | 6 december   | Meghan Trainor                                              | Lips Are Movin               | 10                        |
| 2327 | 13 december  | Coldplay                                                    | Ink                          | 29                        |
| 2328 | 20 december  | Trijntje Oosterhuis                                         | Walk Along                   | 35                        |
| 2329 | 27 december  | Taylor Swift                                                | Blank Space                  | 17                        |

1969 ·
1970 ·
1971 ·
1972 ·
1973 ·
1974 ·
1975 ·
1976 ·
1977 ·
1978 ·
1979 ·
1980 ·
1981 ·
1982 ·
1983 ·
1984 ·
1985 ·
1986 ·
1987 ·
1988 ·
1989 · 
1990 · 
1991 · 
1992 · 
1993 · 
1994 · 
1995 · 
1996 · 
1997 · 
1998 · 
1999 · 
2000 · 
2001 · 
2002 · 
2003 · 
2004 · 
2005 · 
2006 · 
2007 · 
2008 · 
2009 ·
2010 ·
2011 ·
2012 ·
2013 ·
2014 ·
2015 ·
2016 ·
2017 ·
2018 ·
2019 ·
2020 ·
2021 ·
2022 ·
2023 ·
2024 ·
2025